# ماکانروشی
ماکانروشی (انگلیسی: Makanrushi) یک جزیره آتشفشانی در جزایر کوریل کشور روسیه است.